# Kybos albolinea
Kybos albolinea är en insektsart som först beskrevs av David D. Gillette 1898.  Kybos albolinea ingår i släktet Kybos och familjen dvärgstritar. Inga underarter finns listade i Catalogue of Life.